# Ernesto Hoost
Ernesto "Mr. Perfect" Hoost (Heemskerk, 11 de julho de 1965) é um ex-kickboxer neerlandês de origem surinamesa, quatro vezes campeão do K-1 World GP (1997, 1999, 2000 e 2002). Ele participou da primeira edição do K-1 World Grand Prix, em 1993, sendo vice-campeão. Ele anunciou sua aposentadoria no dia 2 de dezembro de 2006 após o K-1 World GP Final no Tokyo Dome, Japão. Mas retornou em 2014 derrotando Thomas Stanley por decisão.
Em 2014, Ernesto Hoost foi incluído no Hall da Fama Esportivo Internacional pelo Presidente da República da Croácia Ivo Josipović.

## Títulos
- 2002 Campeão do K-1 World Grand Prix Final
- 2001 Campeão do K-1 World Grand Prix em Melbourne
- 2000 Campeão do K-1 World Grand Prix Final
- 2000 Vice-campeão do K-1 World Grand Prix em Nagoya
- 1999 Campeão do K-1 World Grand Prix Final
- 1997 Campeão do K-1 World Grand Prix Final
- 1994 Campeão Mundial ISKA de Full Contact em Marseilles, França
- 1994 Campeão do K-2 GP em Amsterdã, Holanda
- 1993 Campeão do K-2 GP em Tóquio, Japão
- 1993 Campeão Mundial WMTA & WKA meio-pesado em Tóquio, Japão
- 1993 Vice-campeão do K-1 Grand Prix '93 em Tóquio, Japão
- 1990 Campeão Mundial WKA de Kickboxing em Amsterdã, Holanda
- 1989 Campeão Mundial de Muay Thai em Amsterdã, Holanda
- 1989 Campeão Mundial de Savate em Paris, França
- 1988 Campeão Europeu WKA de Kickboxing em Estrasburgo, França
- 1988 Campeão Europeu de Savate em Estrasburgo, França
- 1988 Campeão Eurpoeu ISKA de Full Contact em Le Harve, França
- 1988 Campeão Europeu de Muay Thai em Arnhem, Holanda
- 1987 Campeão Holandês de Muay Thai em Amsterdã, Holanda